# Centrale nucleare di Hanbit
La centrale nucleare di Hanbit, precedentemente conosciuta come centrale nucleare di Yeonggwang, è una centrale nucleare sudcoreana situata presso la città di Yeonggwang nella provincia del Sud Jeolla.
L'impianto è composto da 6 reattori PWR per 5.875 MW totali.